# 1759 w polityce

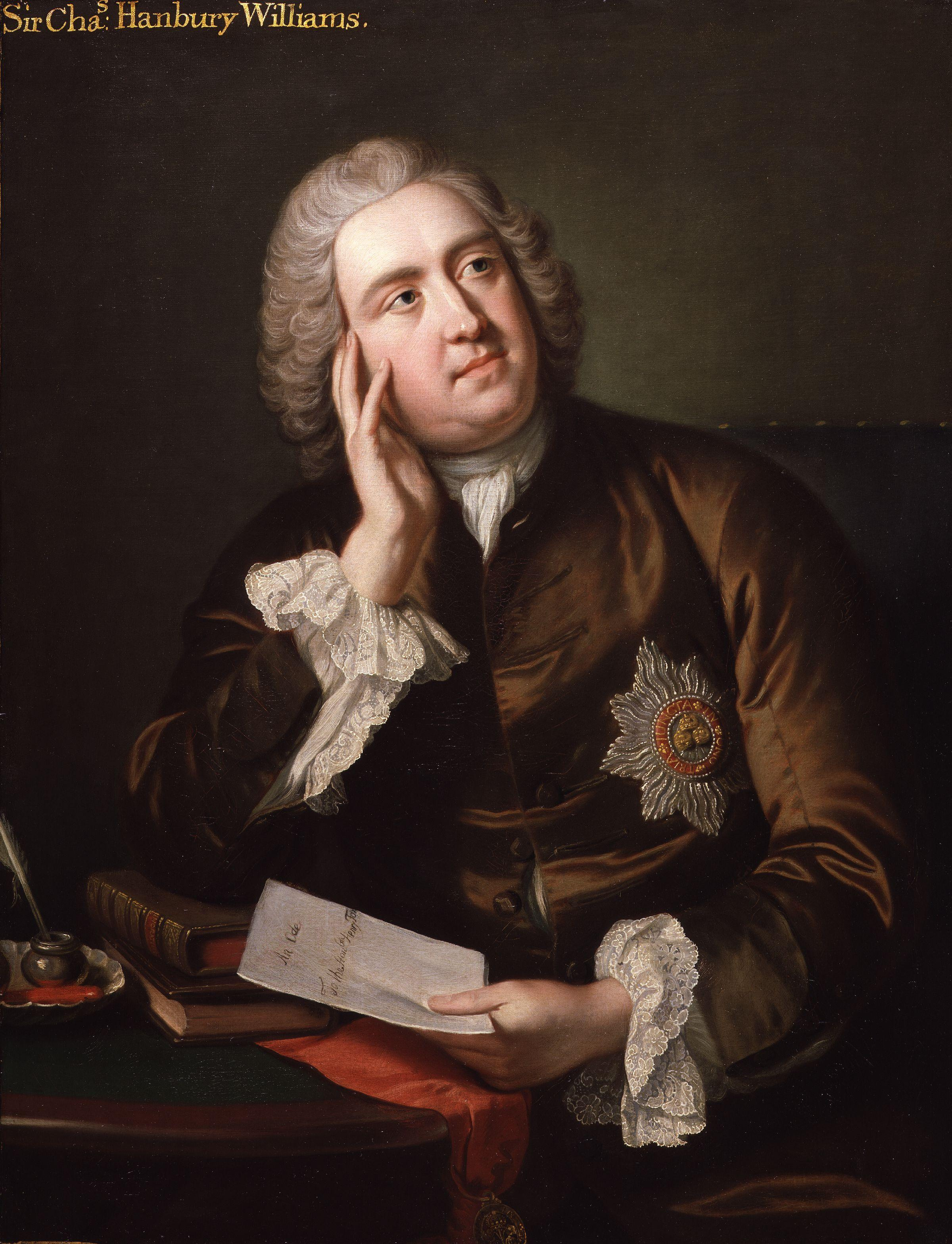
Charles Hanbury Williams

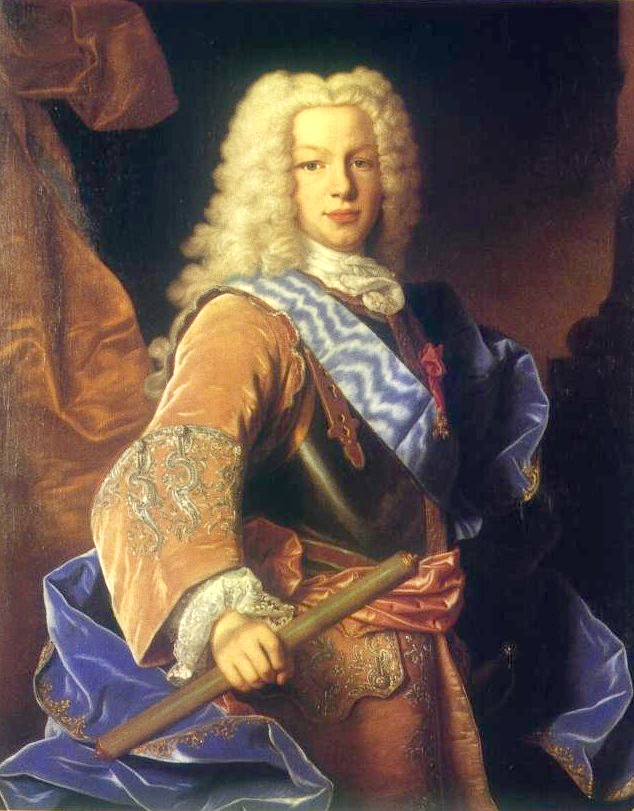
Ferdynand VI Hiszpański

Wydarzenia polityczne w 1759 roku.

## Zmarli
- Ferdynand VI, król Hiszpanii[1].
- 2 listopada Charles Hanbury Williams, brytyjski dyplomata i satyryk[2].